# Alvéola-citrina

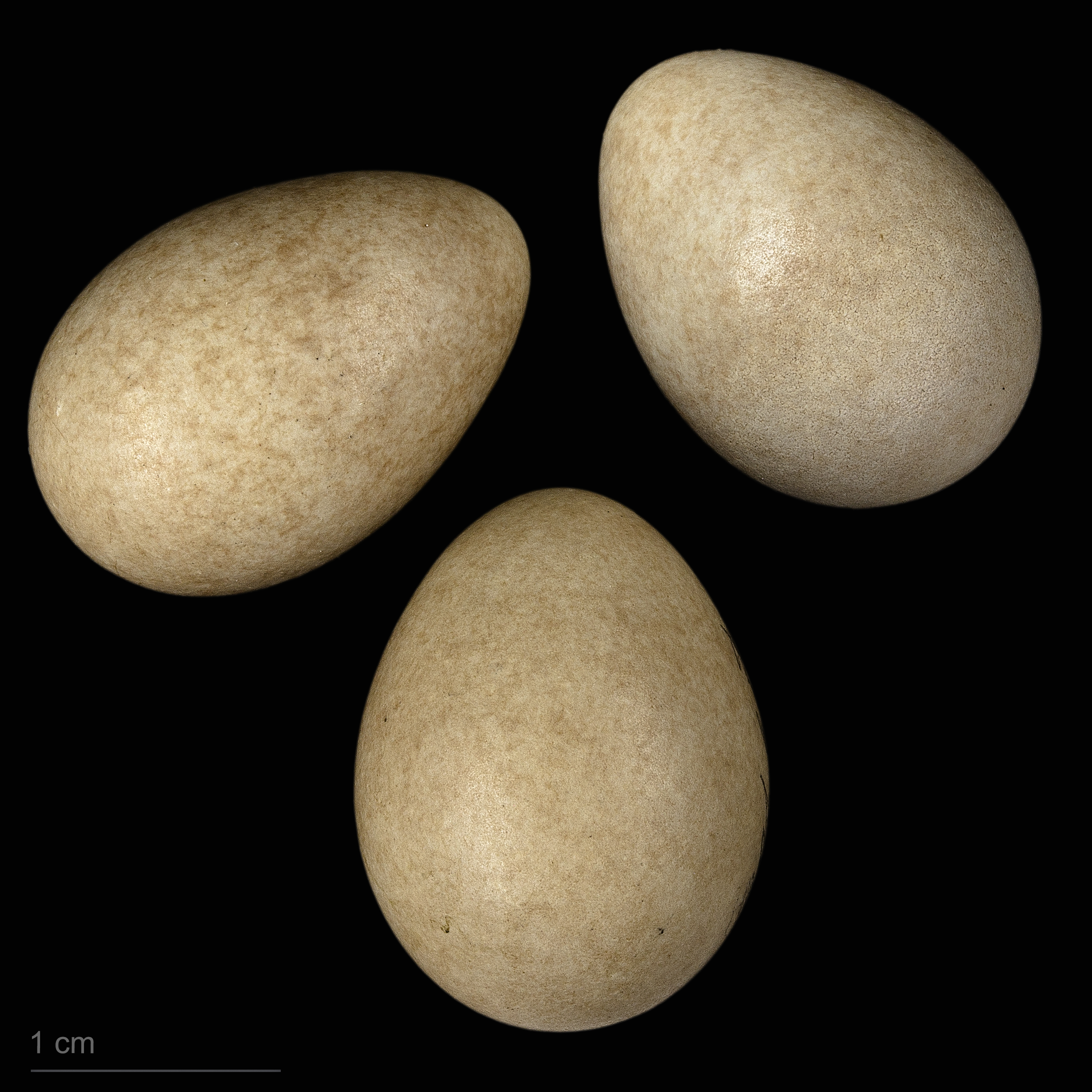
Motacilla citreola citreola - MHNT

A alvéola-citrina (Motacilla citreola) é uma ave da família Motacillidae. É parecida com a alvéola-amarela.
Esta espécie nidifica nas regiões temperadas da Ásia (Rússia, Sibéria e Mongólia) e inverna na Índia e no sueste asiático.
Em Portugal a sua ocorrência é acidental.

## Subespécies
São reconhecidas 3 subespécies:
- M. c. citreola
- M. c. werae
- M. c. calcarata